# Limenitis eponina
Limenitis eponina är en fjärilsart som beskrevs av Otto Staudinger 1886. Limenitis eponina ingår i släktet Limenitis och familjen praktfjärilar. Inga underarter finns listade i Catalogue of Life.